# Cetre
Le cetre (in inglese zithers, in francese cithares), o cordofoni semplici, sono una famiglia di strumenti cordofoni, indicata con il codice 31 nella classificazione Hornbostel-Sachs.

## Caratteristiche
Le cetre sono definite come quei cordofoni costituiti essenzialmente solo da un supporto per le corde, eventualmente con una cassa di risonanza che però può essere staccata senza distruggere lo strumento.
Si suddividono in sei differenti tipologie:
- cetre a bastone (codice 311): ad esempio il berimbau;
- cetre tubolari (codice 312): ad esempio la valiha, il koto giapponese;
- cetre a zattera (codice 313);
- cetre a tavola (codice 314);
- cetre a ciotola (codice 315);
- cetre a telaio (codice 316).

La sottofamiglia delle cetre a tavola, cioè costituite essenzialmente da una tavola, con ponticelli mobili, include ad esempio il pianoforte, il clavicordo, il clavicembalo, la cetra da tavolo. Altre cetre da tavola sono tipiche dell'Asia orientale: ne sono esempio lo zheng (guzheng) cinese, il kayagŭm coreano e il koto giapponese. 
Le cetre a tavola in Occidente sono strumenti popolari, ma in alcuni paesi (Ungheria: il cimbalom, Paesi Bassi, Scandinavia: il kantele) sono impiegati anche presso le classi borghesi. Anche i salteri a cassa (in inglese box zither) tipici dell'area arabo-islamica fanno parte delle cetre a tavola, come ad esempio il qānūn (a corde pizzicate) e il santūr (a corde percosse).
Nonostante il nome, la cetra classica dal punto di vista organologico non appartiene alla famiglia delle cetre, ma a quella delle lire (codice Hornbostel-Sachs 321.2).